# Archidiocèse de Kalocsa-Kecskemét
L'archidiocèse de Kalocsa–Kecskemét (latin : Archidioecesis Colocensis-Kecskemetensis, hongrois : Kalocsa Kecskeméti Főegyházmegye) est un siège métropolitain de l'Église catholique en Hongrie, situé au sud de la Hongrie, autour des villes de Kalocsa et de Kecskemét. Depuis 1999, il est dirigé par l'archevêque Balázs Bábel (it). 

## Territoire
L'archidiocèse comprend le comitat de Bács-Kiskun.
Le siège archiépiscopal est situé à Kalocsa, où se trouve la cathédrale de l'Assomption de la Vierge Marie. À Kecskemét se trouve la cocathédrale de l'Ascension du Seigneur.
Le territoire couvre 8 372 km², et il est divisé en 127 paroisses. 

## Historique

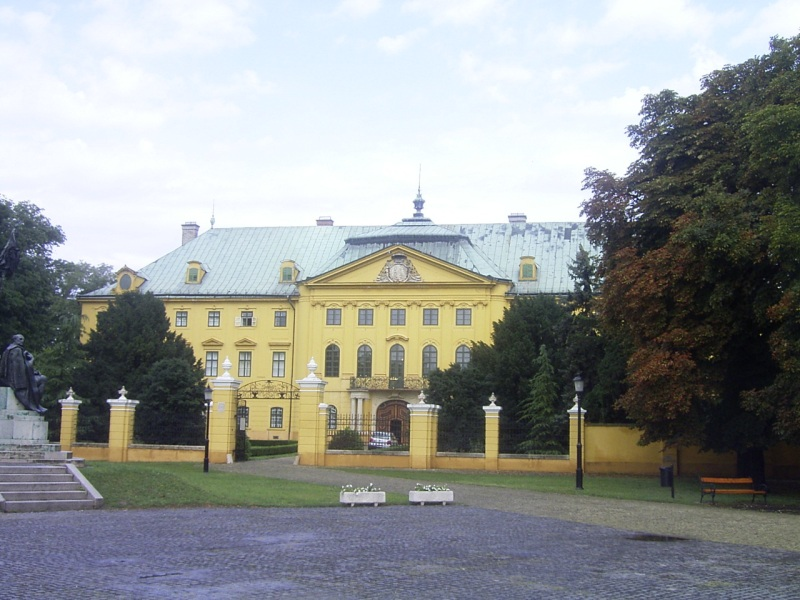
Palais épiscopal à Kalocsa.

### Débat
La question de l'élévation au rang de siège métropolitain est débattue. Le développement de l'archevêché de Kalocsa est considéré comme l'un des problèmes les plus controversés de l'histoire ecclésiastique hongroise ancienne. Quelles peuvent être les raisons pour lesquelles deux archevêchés ont vu le jour en Hongrie ? C'est plutôt inhabituel, car dans la plupart des cas, un seul archevêché est établi sur le territoire d'une nouvelle organisation ecclésiastique. La question peut se poser de savoir pourquoi Kalocsa est devenu le centre du deuxième archevêché hongrois. La question de savoir si Kalocsa a été créé à l'origine comme archevêché par Étienne Ier de Hongrie est également très débattue. Il est également possible qu'il ait été fondé en premier lieu en tant qu'évêché et qu'il n'ait obtenu le statut d'archevêché que plus tard, au milieu du XIe siècle. 